# Старопершино
Старопе́ршино (рос. Старопершино) — село у складі Мокроусовського округу Курганської області, Росія.
Населення — 397 осіб (2010, 448 у 2002).
Національний склад станом на 2002 рік:
- росіяни — 93 %